# 岷江

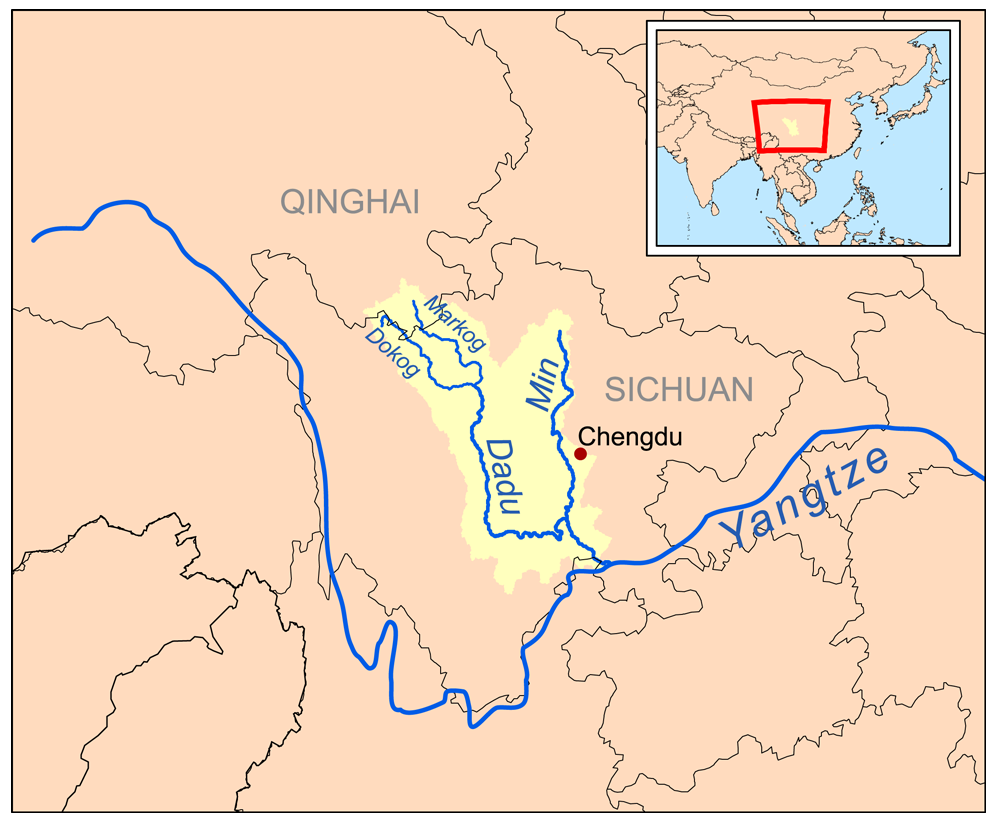
岷江流域

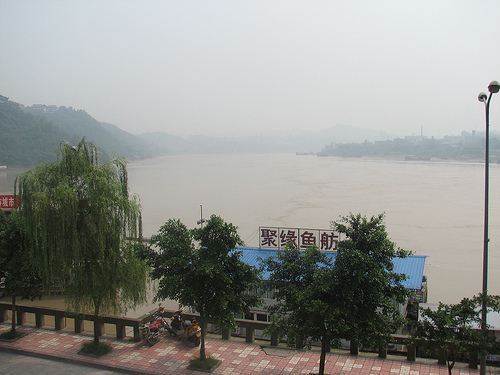
岷江と金沙江が合流して長江が始まる地点（宜賓市）

岷江（みんこう、拼音: Mín Jiāng）は、中華人民共和国を流れる川の一つで、長江の左岸の支流。四川省中部の代表的な川である。古称は汶水ともいった。長さは735キロメートルで、岷江水系の運ぶ水量は長江の支流でも最大。岷江が合流するまでの長江を金沙江とも呼ぶが、古代での長江上流の様子は不詳であり、相当の長い間、金沙江ではなく岷江が長江の源流と考えられていた。
主な支流には、黒水河（黑水河）、雑谷脳河（杂谷脑河）、大渡河、馬辺河（马边河）、錦江などがある。

## 概要
四川省北部のアバ・チベット族チャン族自治州北部、甘粛省から四川省へ伸びる岷山山脈の南麓に発し、松潘県・茂県・汶川県（3県とも自治州内）と、岷山山脈と邛崍山脈の間の深い山地を流れ、成都市内の都江堰市で成都平原に出て成都市・眉山市を貫き、楽山市で大渡河と合流する。最終的には、宜賓市で金沙江と合流して長江を形成する。岷江とその支流が流れる肥沃な成都平原は四川盆地の西部にあり、中国南西部でも最大の平野である。
支流のうち大渡河は、青海省玉樹チベット族自治州南部のバヤン・ハル山脈南麓に発して四川省カンゼ・チベット族自治州の大雪山脈と邛崍山脈の間を通り、楽山で岷江に合流する長さ1,155キロメートルの大河である。大渡河は岷江の支流として扱われるが、合流点までの延長は岷江よりも長く、水量も岷江よりも多い。
岷江が山岳部から成都平原に出る場所には、戦国時代末期に秦によって建設された水利施設・都江堰（とこうえん）があり、岷江の水を成都平原方面へ分水して水害防止・水運・灌漑などに用いられる。都江堰は、現在まで2000年以上にわたって成都平原の広大な農地を潤す水路網の起点であり、世界遺産にも指定されている。
岷江を使った灌漑は都江堰の修繕と利用が続いているほか、流域に多数のダムが建設されている。中でも、汶川県の山間部で岷江を堰き止める巨大な紫坪埔ダムは水資源開発事業の中でも重要なものであり、2006年に完成したが、チベット族の移住、環境への影響の大きさ、都江堰への影響などが懸念されている。